# 卡岩塔獸屬
卡岩塔獸屬（學名：Kayentatherium）是合弓綱獸孔目犬齒獸亞目的一屬，過去曾被視為似哺乳爬行動物。在美國亞利桑那州北部的卡岩塔組（Kayenta Formation），卡岩塔獸是當地發現的三種三瘤齒獸科之一。
卡岩塔獸的屬名意為「卡岩塔的野獸」，是以化石發現處的卡岩塔組為名；種名則是以柏克萊加州大學的古生物學家Samuel Welles為名，他曾在卡岩塔組挖掘化石多年。目前已發現數個標本。頭顱骨長度接近10公分。